# Père Noël Advance
Père Noël Advance (Santa Claus Jr. Advance) est un jeu vidéo de plates-formes développé par Neon Studios et édité par JoWooD Entertainment, sorti en 2002 sur Game Boy Advance.
Il fait suite à Santa Claus Junior sur Game Boy Color.

## Accueil
- Jeux vidéo Magazine : 12/20[1]
- Jeuxvideo.com : 13/20[2]